# Ophthalmolycus andersoni
Ophthalmolycus andersoni és una espècie de peix de la família dels zoàrcids i de l'ordre dels perciformes.

## Morfologia
- Els mascles poden assolir 26,3 cm de longitud total.
- Nombre de vèrtebres: 92-96.[4]

## Hàbitat
És un peix marí i de clima polar.

## Distribució geogràfica
Es troba a les costes de la Península Antàrtica.

## Observacions
És inofensiu per als humans.